# 1740 en droit
Cet article présente les faits marquants de l'année 1740 en droit.

## Événements

### Mai
- 30 mai : mariage à Orléans du juriste Daniel Jousse

### Juin
- 1er juin : entrée en vigueur au Royaume-Uni du Plantation Act, loi sur la nationalité dans les colonies américaines[1].
- 3 juin : édit de Frédéric II, roi de Prusse abolissant la torture en matière judiciaire, à l'exception des crimes de lèse-majesté et de trahison[2].

## Publications
- Claude-Joseph de Ferrière, Dictionnaire de droit et de pratique, Paris, Brunet, 2 vol.
- Daniel Jousse, Robert-Joseph Pothier et Michel Prévôt de la Jannès,  Coutumes des duché, bailliage et prévosté d'Orléans, Orléans, F. Rouzeau, 2 vol.[3].

## Naissances
- 20 février : Jean-Baptiste Loys, avocat et homme politique français († 14 novembre 1805).
- 5 mars : Ferdinand Rapedius de Berg, avocat, magistrat et polygraphe belge († 25 février 1802).
- 2 avril : Armand-Gaston Camus, avocat, jurisconsulte et homme politique français († 2 novembre 1804).
- Date précise inconnue :
  - Jean Louis Delolme, juriste et essayiste originaire de Genève, actif en Angleterre († 16 juillet 1806).
  - Christoph Schmidt-Phiseldeck, historien allemand, professeur de droit public à l'université de Brunswick († 1801).

## Décès
- 20 janvier : Nicolas Papadopoli-Comnène, juriste et historien italien d'origine grecque (° 6 janvier 1655).
- 2 août : René Hérault, magistrat français (° 23 avril 1691).